# Juliusz Gilewicz

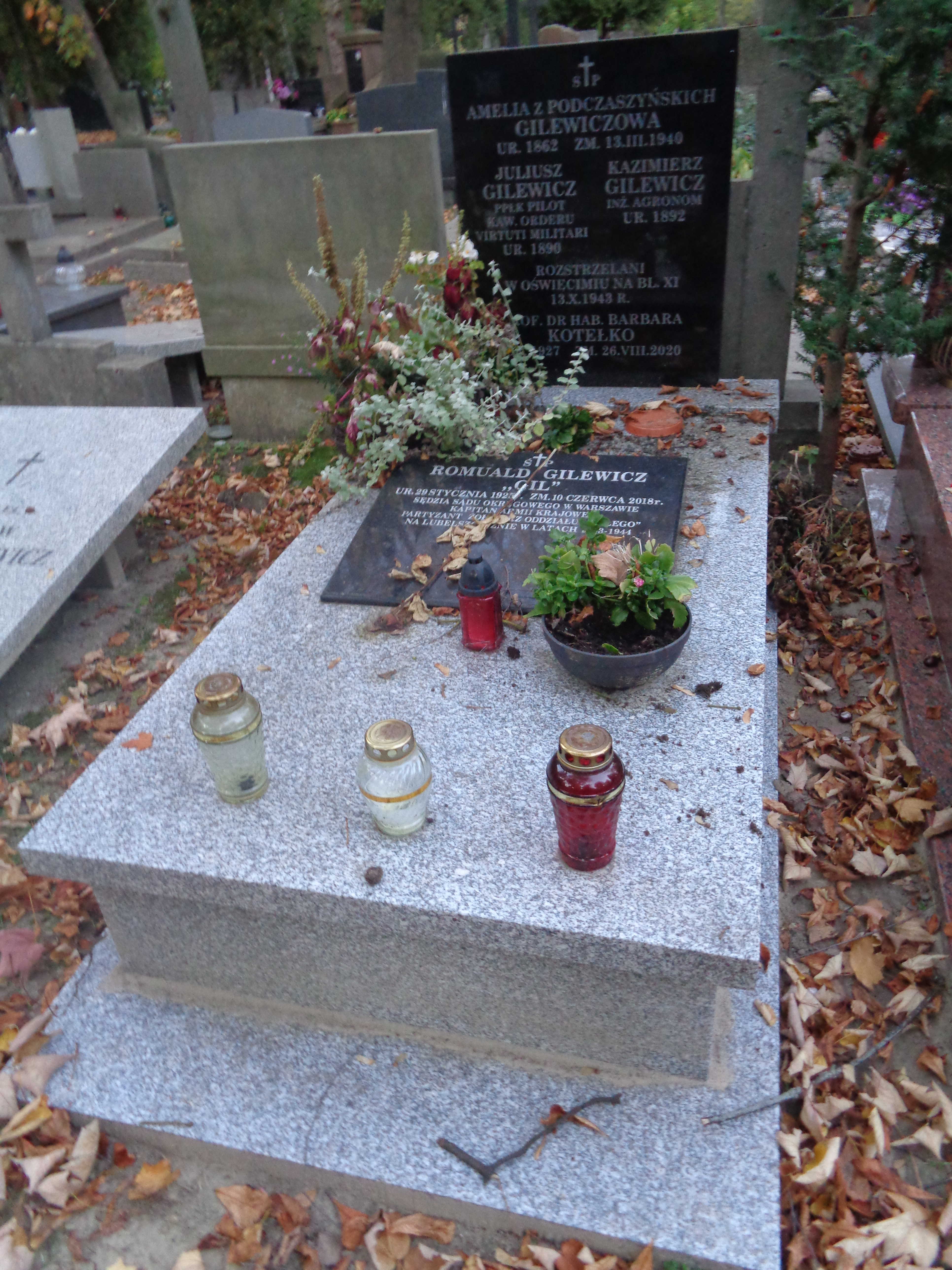
Grób Juliusza Gilewicza na Cmentarzu Wojskowym na Powązkach

Juliusz Gilewicz (ur. 1 listopada 1890 w Białopolu, zm. 11 października 1943 w Auschwitz-Birkenau) – podpułkownik pilot Wojska Polskiego, żołnierz Armii Imperium Rosyjskiego podczas I wojny światowej, uczestnik wojny polsko-bolszewickiej, kawaler Orderu Virtuti Militari. Podczas II wojny światowej działał w Związku Walki Zbrojnej, był dowódcą organizacji konspiracyjnej w obozie Auschwitz-Birkenau, tam też zginął.

## Życiorys
Urodził się w rodzinie Mieczysława i Amelii z Podczaszyńskich (1862–1940). Uczył się w gimnazjum w Żytomierzu, skąd został wydalony za przynależność do tzw. „Polskiej Korporacji Samokształceniowej”. Maturę zdał jako ekstern w Wiaźmie w 1909 roku. Podjął studia na uniwersytecie kijowskim. Ukończył sześć semestrów na Wydziale Medycznym i dwa na Wydziale Prawnym. Wybuch I wojny światowej uniemożliwił mu kontynuowanie nauki. W styczniu 1915 roku został powołany do odbycia służby w armii carskiej. Otrzymał przydział do Szkoły Pilotów w Gatczynie, po jej ukończeniu został pilotem 3. eskadry. W jej składzie wziął udział w walkach na froncie. Od września 1917 roku był żołnierzem oddziału lotniczego I Korpusu Polskiego gen. Józefa Dowbora-Muśnickiego. W marcu 1918 roku został wzięty do niewoli przez Niemców, ale wkrótce potem uciekł i powrócił do Rosji. Został wcielony do Armii Czerwonej, służył w 3. Artyleryjskim Aviatoryadzie jako jego dowódca. 7 lipca 1919 roku zdezerterował i na samolocie myśliwskim Nieuport 24bis wylądował na polskim lotnisku w Nowych Święcianach. W lotnictwie rosyjskim odbył ok. 200 lotów bojowych i był dwukrotnie ranny podczas walk powietrznych.

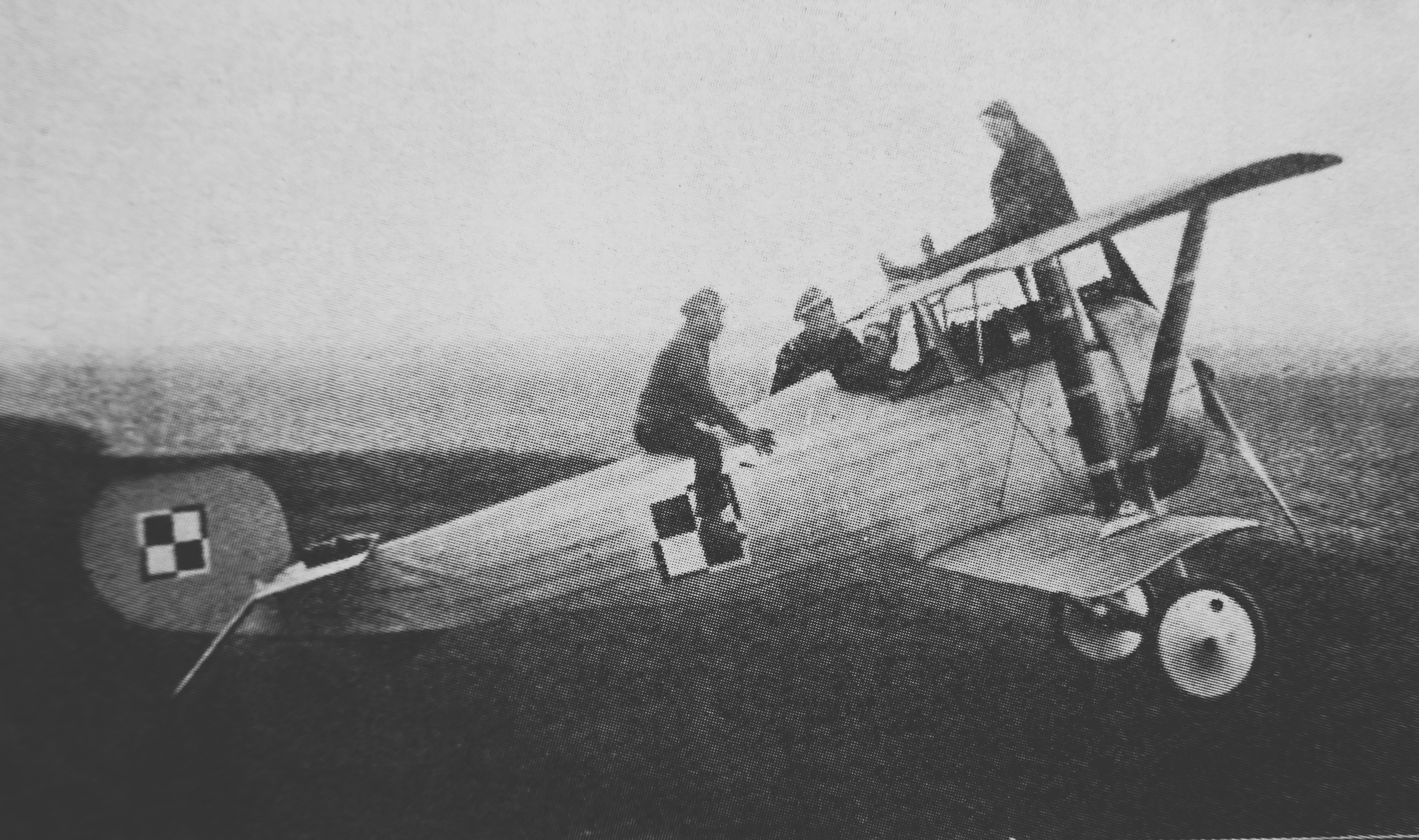
Samolot Nieuport 24bis, na którym por. Gilewicz uciekł z Armii Czerwonej

Wstąpił do odrodzonego Wojska Polskiego, w lipcu 1919 roku został przydzielony do 6. eskadry wywiadowczej, gdzie służył jako szef pilotów. Od 11 grudnia 1919 roku służył w 5. eskadrze wywiadowczej, w styczniu 1920 roku objął stanowisko jej dowódcy. Dowodził tą jednostką do końca wojny polsko-bolszewickiej. Dzięki jego zaangażowaniu w eskadrze prowadzono szkolenie personelu latającego, co przyczyniło się do wyszkolenia dwóch pilotów. Na krótko, w maju 1920 roku, objął dowództwo nad 18. eskadrą wywiadowczą. Powrócił do 5. ew i w czerwcu brał udział w zwalczaniu pociągów pancernych Armii Czerwonej; 21 czerwca udało mu się uszkodzić jeden z nich. 11 lipca odszukał odciętą 12. dywizję piechoty i przekazał jej dowódcy rozkazy sztabu armii oraz informacje o położeniu wojsk nieprzyjaciela, dzięki czemu dywizja mogła przygotować się do walki. W czasie wojny polsko-bolszewickiej wykonał 40 lotów bojowych.
25 kwietnia 1921 zdał stanowisko dowódcy 5. ew, a 17 czerwca został mianowany dowódcą 1. Ruchomego Parku Lotniczego. 1 stycznia 1922 został powołany na stanowisko kierownika oddziału technicznego w Wyższej Szkole Pilotów w Grudziądzu. W późniejszych latach służył jako pilot w 3. i 4. pułku lotniczym. W 1924 roku wziął udział w grupowym przelocie zakupionych we Francji sześciu samolotów Potez XVA2 nad Alpami. W 1925 wziął udział w I Pomorskim Locie Okrężnym, w którym zajął pierwsze miejsce. Na początku 1926 objął dowództwo nowo zorganizowanego dywizjonu myśliwskiego w 4. pl. Jesienią 1928 objął dowództwo nad dywizjonem szkolnym 2. pułku lotniczego. W drugiej połowie 1929 roku został mianowany dowódcą dywizjonu szkolnego w 5. pułku lotniczym w Lidzie, a następnie został przeniesiony do Departamentu Aeronautyki Ministerstwa Spraw Wojskowych w Warszawie. W marcu 1931 został przeniesiony do 4 pułku lotniczego na stanowisko dowódcy dywizjonu, a 13 marca 1933 wyznaczony na stanowisko komendanta bazy. 12 marca 1933 prezydent RP nadał mu stopień podpułkownika z dniem 1 stycznia 1933 i 2. lokatą w korpusie oficerów aeronautycznych. Po przejściu w 1937 roku w stan spoczynku pracował w Polskich Liniach Lotniczych LOT jako kierownik wydziału nawigacji i personelu latającego.

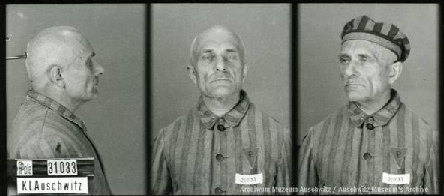
Zdjęcie Juliusza Gilewicza wykonane w KL Auschwitz

Po wybuchu II wojny światowej działał w Związku Walki Zbrojnej pod pseudonimem „Gil”. Stworzył grupę konspiracyjną złożoną z byłych pracowników PLL LOT, Aeroklubu Warszawskiego oraz Państwowych Zakładów Lotniczych. Organizacja skupiała się na prowadzeniu nasłuchu radiowego wiadomości z Wielkiej Brytanii, przerzucie polskich lotników za granicę oraz prowadzeniu wywiadu wojskowego w zakresie lotnictwa. W styczniu 1942 roku został aresztowany przez Gestapo i uwięziony na Pawiaku. 18 kwietnia został wywieziony do obozu koncentracyjnego Auschwitz-Birkenau, gdzie otrzymał numer obozowy 31033. W obozie został członkiem Związku Organizacji Wojskowej utworzonego przez rtm. Witolda Pileckiego, a latem 1942 roku objął jego kierownictwo. Organizacja została wykryta przez obozowe Gestapo w 1943 roku. 11 października 1943 roku został rozstrzelany pod „Ścianą Śmierci” wraz z innymi członkami kierownictwa organizacji, m.in. swoim bratem mjr. Kazimierzem Gilewiczem (1892–1943).

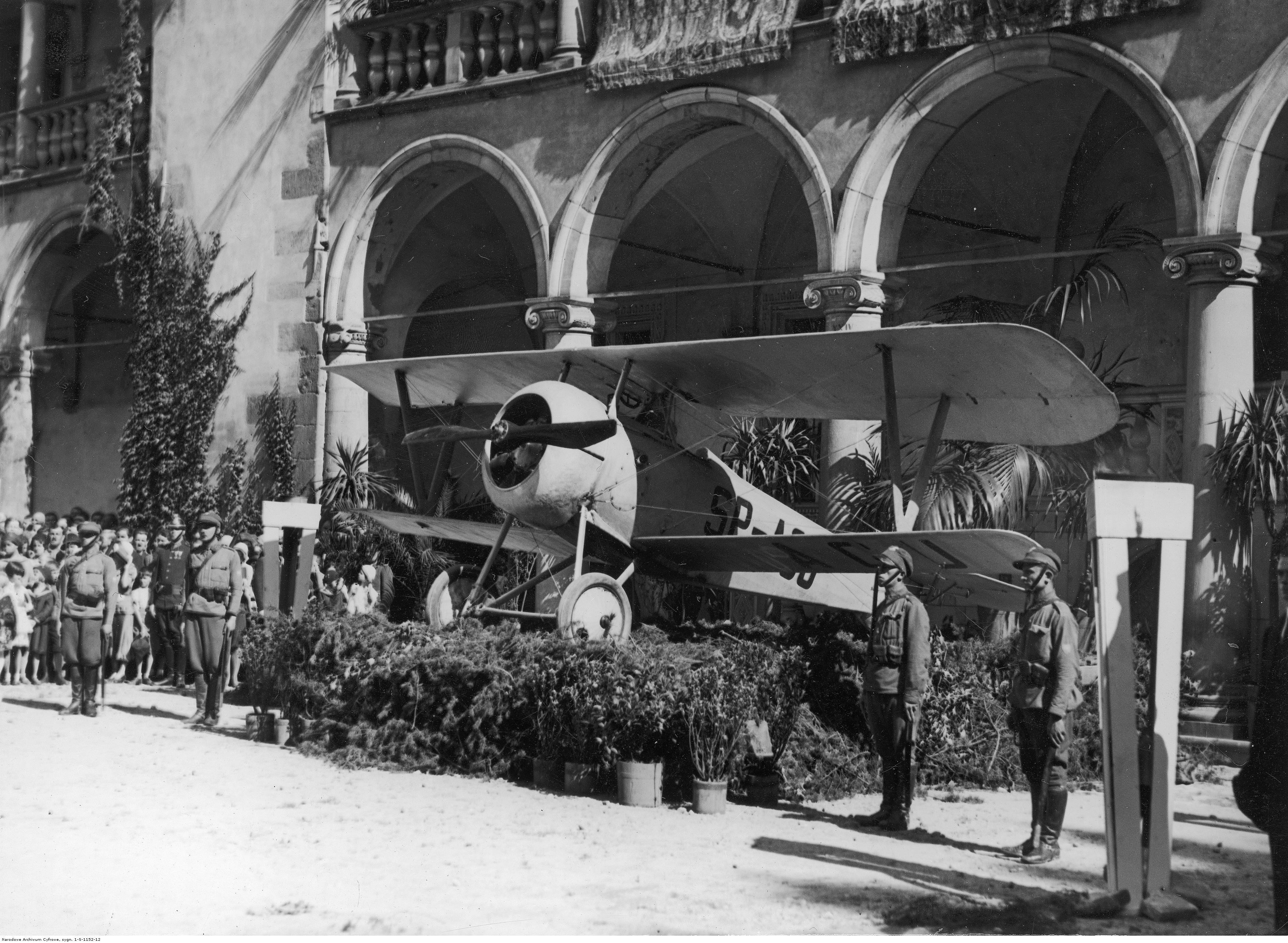
Samolot Nieuport 24bis kpt. Juliusza Gilewicza w barwach cywilnych

Jego symboliczny grób znajduje się na Cmentarzu Wojskowym na Powązkach w Warszawie (kwatera A 17-4-11).
Od 19 października 1917 był mężem Pauli Iwanow.

## Ordery i odznaczenia[3][29][30]
- Krzyż Srebrny Orderu Wojskowego Virtuti Militari nr 8115[7] (27 lipca 1922)[31]
- Krzyż Walecznych
- Srebrny Krzyż Zasługi (10 listopada 1925)[32]
- Medal Pamiątkowy za Wojnę 1918–1921[28]
- Medal Dziesięciolecia Odzyskanej Niepodległości[28]
- Brązowy Medal za Długoletnią Służbę[28]
- Polowa Odznaka Pilota nr 20[33]

- Krzyż Świętego Jerzego 4 stopnia (Imperium Rosyjskie)
- Krzyż Świętego Jerzego 3 stopnia (Imperium Rosyjskie)
- Order Świętego Włodzimierza 4 kl. z mieczami i kokardą (Imperium Rosyjskie)
- Order Świętej Anny 3 kl. z mieczami i kokardą (Imperium Rosyjskie)
- Order Świętego Stanisława 3 kl. z mieczami i kokardą (Imperium Rosyjskie)
- Broń Świętego Jerzego (Imperium Rosyjskie)
- francuska Odznaka Pilota[28]
- rumuńska Odznaka Pilota[28]
- czechosłowacka Odznaka Pilota[28]